# Aechmea multiflora
Aechmea multiflora är en gräsväxtart som beskrevs av Lyman Bradford Smith. Aechmea multiflora ingår i släktet Aechmea och familjen Bromeliaceae. Inga underarter finns listade i Catalogue of Life.

## Bildgalleri

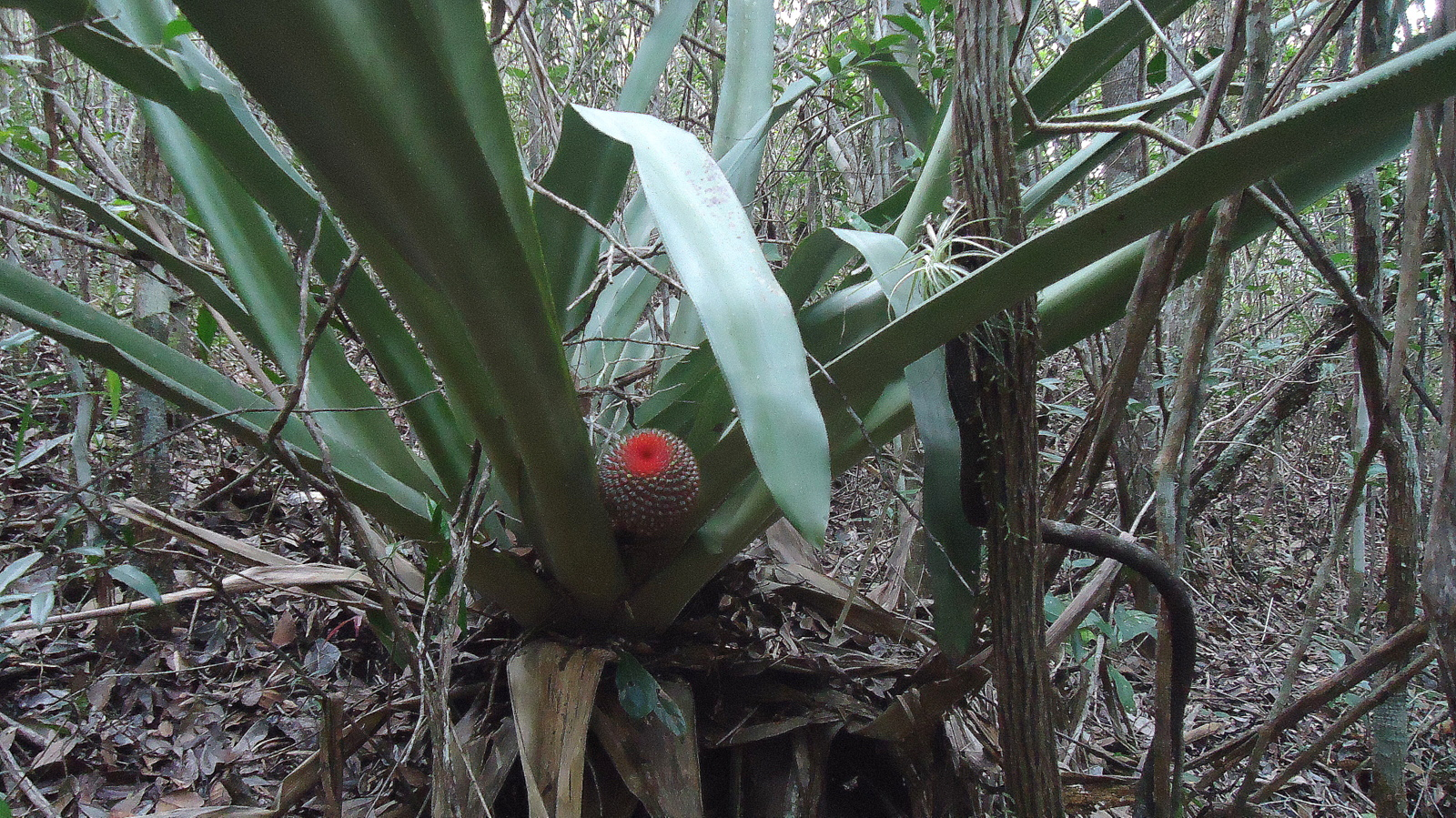
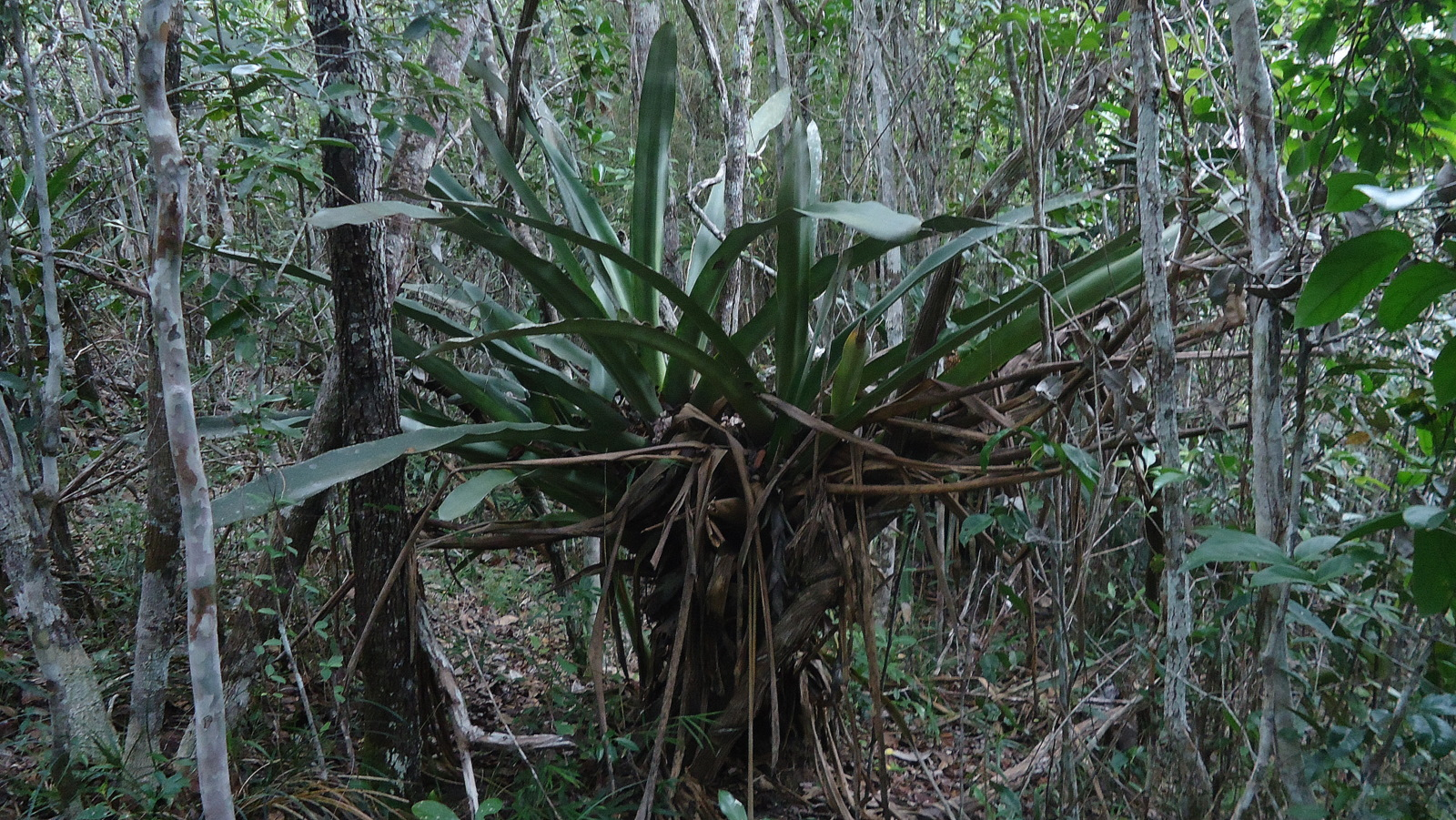
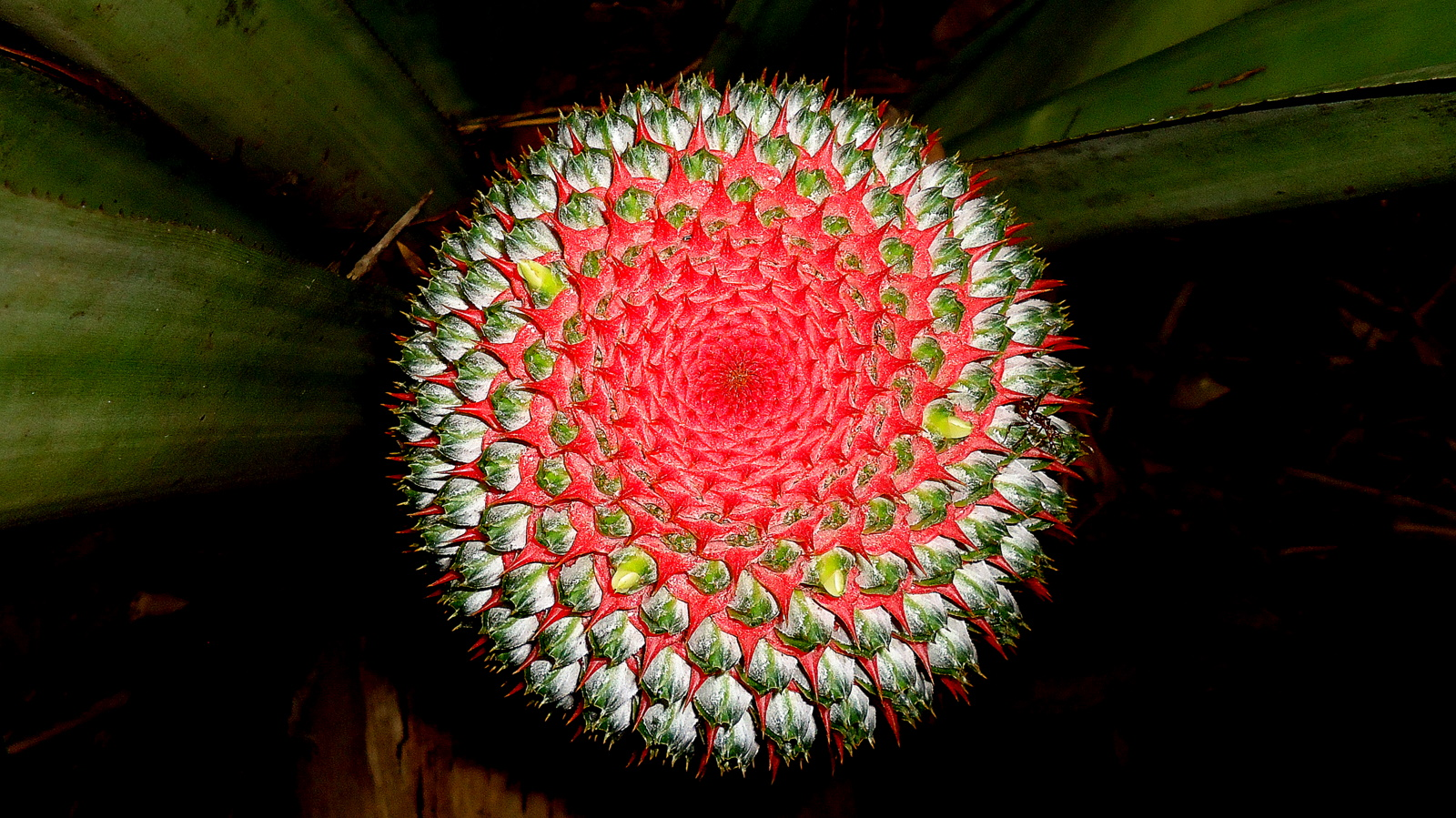
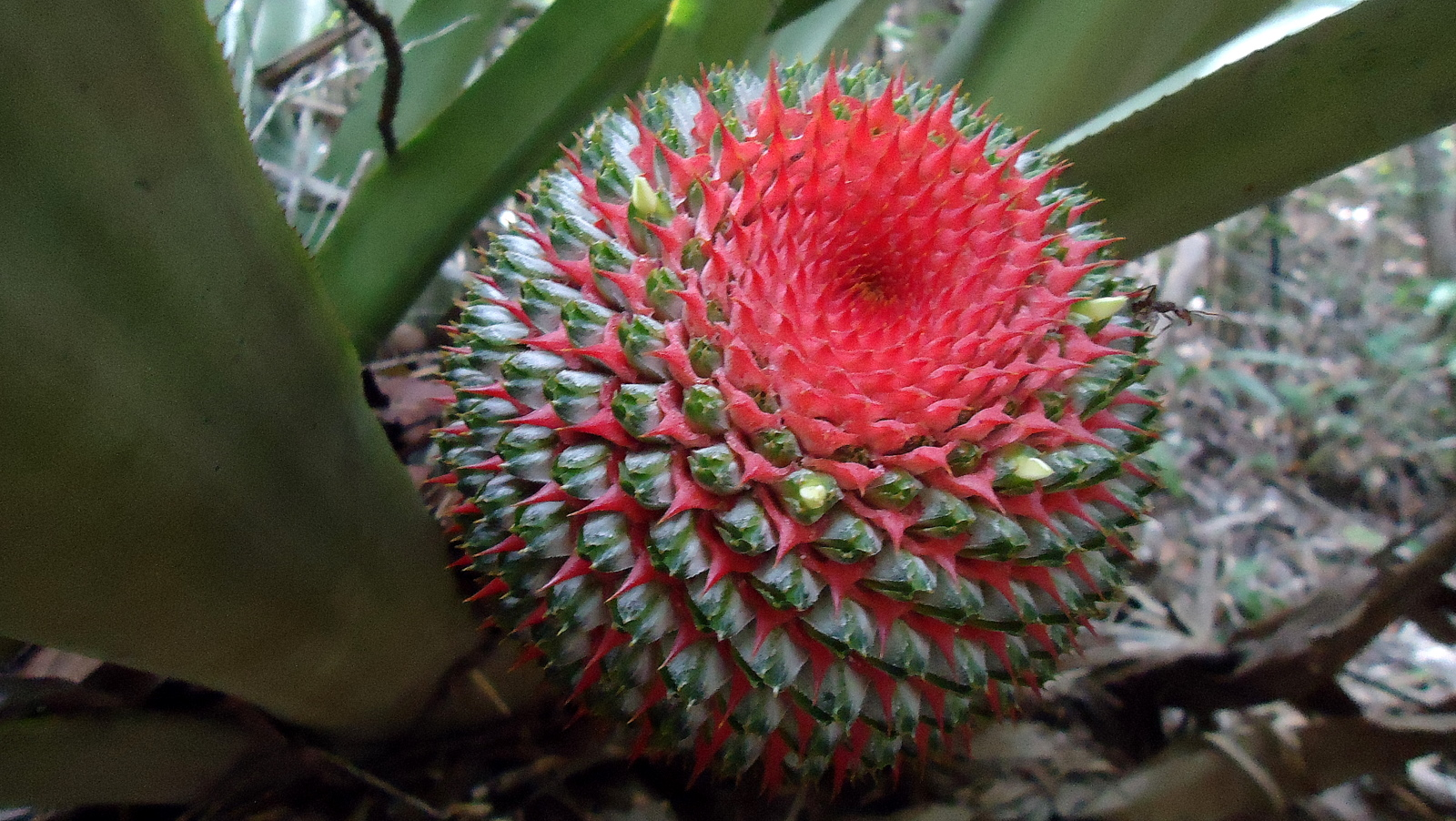
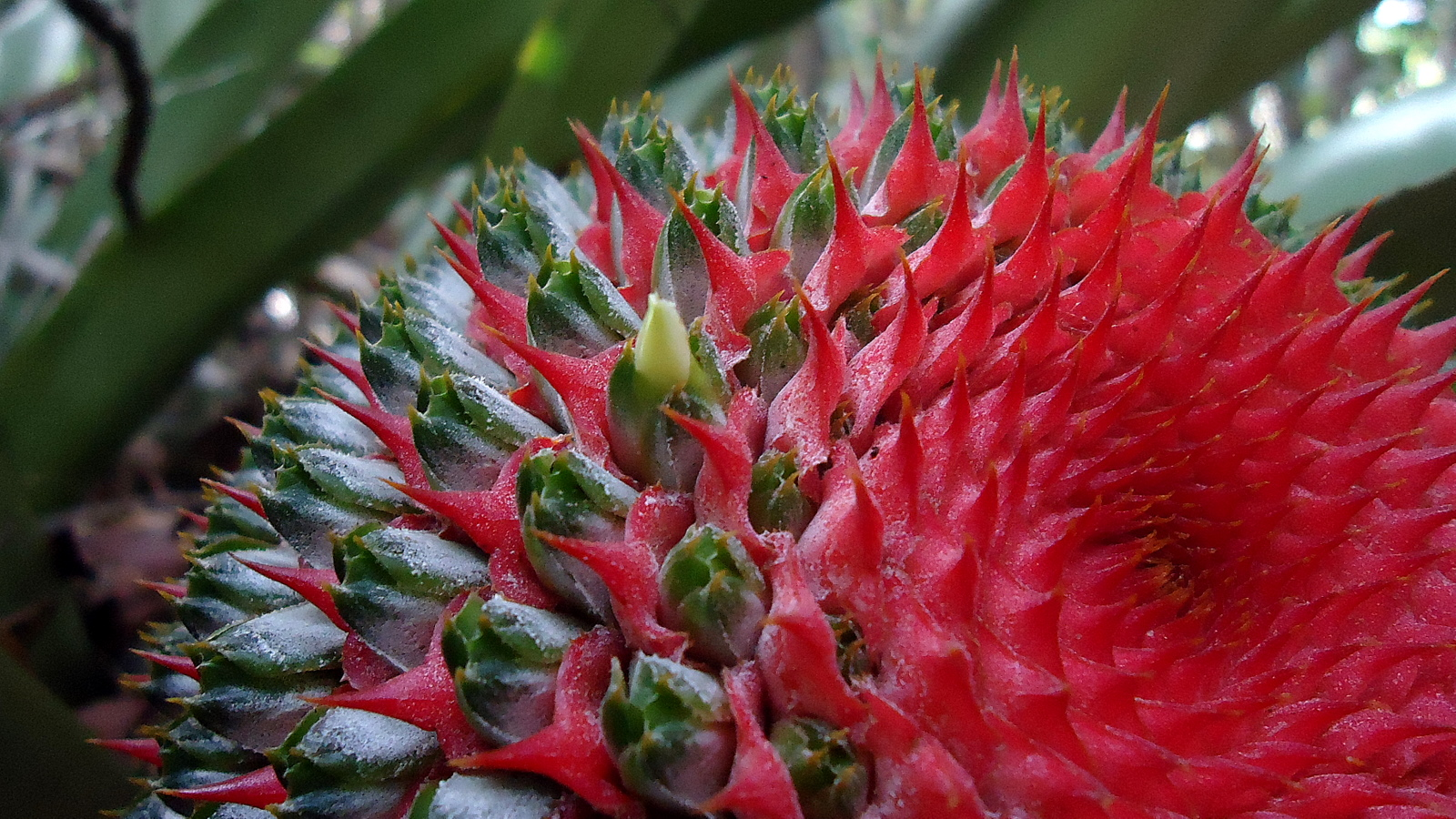